# Antoni Blanch i Xiró
Antoni Blanch i Xiró (Barcelona, 1929 - Barcelona, 27 de diciembre de 2013) fue un jesuita y humanista catalán, hombre de cultura y literato, miembro del Centro de Estudios de Cristianismo y Justicia y de la Universidad Internacional de la Paz. Fue profesor emérito de literatura comparada y decano de la Universidad Pontificia de Comillas (Madrid), motivo por el cual vivió muchos años en Madrid.
Se licenció en filosofía en el Heythorp College de Londres, en teología en el Collège de Eegenhover de Lovaina, y se doctoró en la Sorbona de París con una tesis sobre la poesía española.
Durante cuarenta años fue profesor de literatura comparada en la Universidad Pontificia de Comillas de Madrid, donde también sería decano. Después de su etapa en Madrid el 2001 se jubiló y volvió a Cataluña para dirigir el centro Borja de San Cugat del Vallés entre el año 2007 y el 2010, y durante este periodo hizo de superior de aquella comunidad.
El jesuita había ejercido también como crítico literario especializado en la literatura española del siglo XIX, la francesa del XVIII y la obra de Dostoievski. Fundó y fue el primer director de la revista 'Reseña de literatura, arte y espectáculos'. Escribió en otras publicaciones, como la revista 'Razón y fe' y 'Revista latinoamericana de cultura'. También formó parte del consejo de redacción del Diario de Sant Cugat. Escribió numerosos libros sobre literatura comparada.